# Dendrobium darjeelingensis
Dendrobium darjeelingensis är en orkidéart som beskrevs av Udai Chandra Pradhan. Dendrobium darjeelingensis ingår i släktet Dendrobium, och familjen orkidéer.
Artens utbredningsområde är Darjiling. Inga underarter finns listade i Catalogue of Life.